# Kawasaki ZX-7R
 (novembre 2023).
La Kawasaki Ninja ZX-7R est une moto de la série de motos sportives Ninja du constructeur japonais Kawasaki produite de 1989 à 2003. Elle est restée majoritairement inchangée tout au long de sa production. Kawasaki a utilisé des fourches inversées à partir de 1991, a ajouté une suspension dynamique à l'aide d'un seul tube, et en 1996, une suspension dynamique à double tube et des freins Tokico à six pistons avec une suspension entièrement réglable. De 1989 à 1995, sur le marché américain, Kawasaki a appelé respectivement les ZXR-750 et ZXR-750R ZX-7 et ZX-7R. À partir de 1996, Kawasaki a abandonné le nom ZXR dans le monde entier et l'ancienne ZXR-750 était maintenant ZX-7R et l'homologation spéciale en édition limitée ZXR-750R/ZX-7R lancée en 1991 était maintenant ZX-7RR.

## Aperçu
La ZX-7R a un quatre cylindres en ligne à quatre temps de 750 cm3.
Le cadre utilisé sur la ZX-7R est un élément léger à double longeron en aluminium, conçu par CAO pour optimiser la résistance. Le sous-châssis arrière a été construit en acier, offrant suffisamment de résistance pour un passager.
Le bras oscillant a utilisé en grande partie les mêmes techniques de fabrication pour produire un bras oscillant hybride en alliage d'aluminium moulé creux et embouti, et le système de suspension arrière Uni-Trak présente une construction principalement en alliage léger et en aluminium. Le système Uni-Trak a été conçu pour fournir un amortissement et une raideur de ressort progressivement plus rigides en compression. L'unité de suspension arrière est entièrement réglable en termes d'amortissement, de précharge et de compression.
La suspension avant de la ZX-7R comprend une fourche inversée de 43 mm de diamètre à cartouche ; la compression est réglable sur huit niveaux et la détente sur douze niveaux.
Le freinage avant est assuré par deux disques de 320 mm semi-flottants avec étriers Tokico à six pistons. Le freinage arrière utilise un disque de 230 mm avec étrier opposé à deux pistons.
La ZX-7RR se distingue du modèle de route par un angle de poupée réglable, un pivot de bras oscillant, un réglage supplémentaire accru de la compression à 28 voies et du rebond de 13 directions vers l'avant et du rebond de 14 directions pour la suspension arrière, dix de plus que le modèle de route. Pour le modèle R, un capot solo avec un sous-châssis en aluminium différent, et carburateurs à glissière plate de 41 mm par rapport aux 38 mm du modèle de base. Elle dispose également d'une boîte de vitesses à rapports rapprochés de série, d'un volant de vilebrequin plus lourd et d'étriers de frein avant Nissin.
Cycle World a enregistré un temps de 10,82 s pour atteindre 129,68 mph (208,70 km/h).[réf. nécessaire]

## Courses
La ZX-7RR a couru et a remporté douze championnats AMA Superbike. Les pilotes de l'équipe Road Racing de Kawasaki étaient Eric Bostrom, Doug Chandler et Scott Russell. Doug Toland a remporté le Championnat du monde FIM d'endurance 1993. Andreas Hofmann a remporté le Grand Prix de Macao 1997.

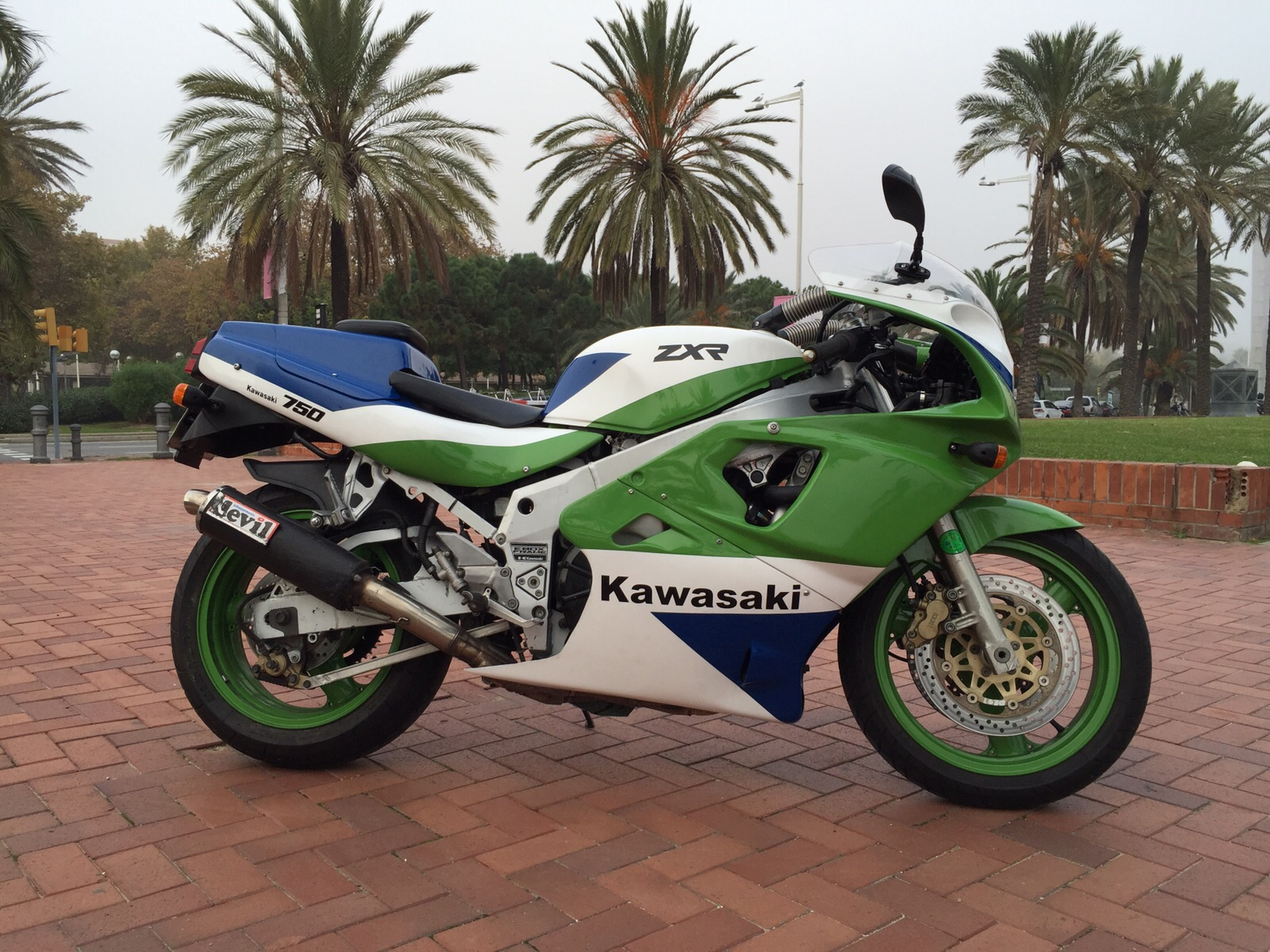
ZXR-750 1989.
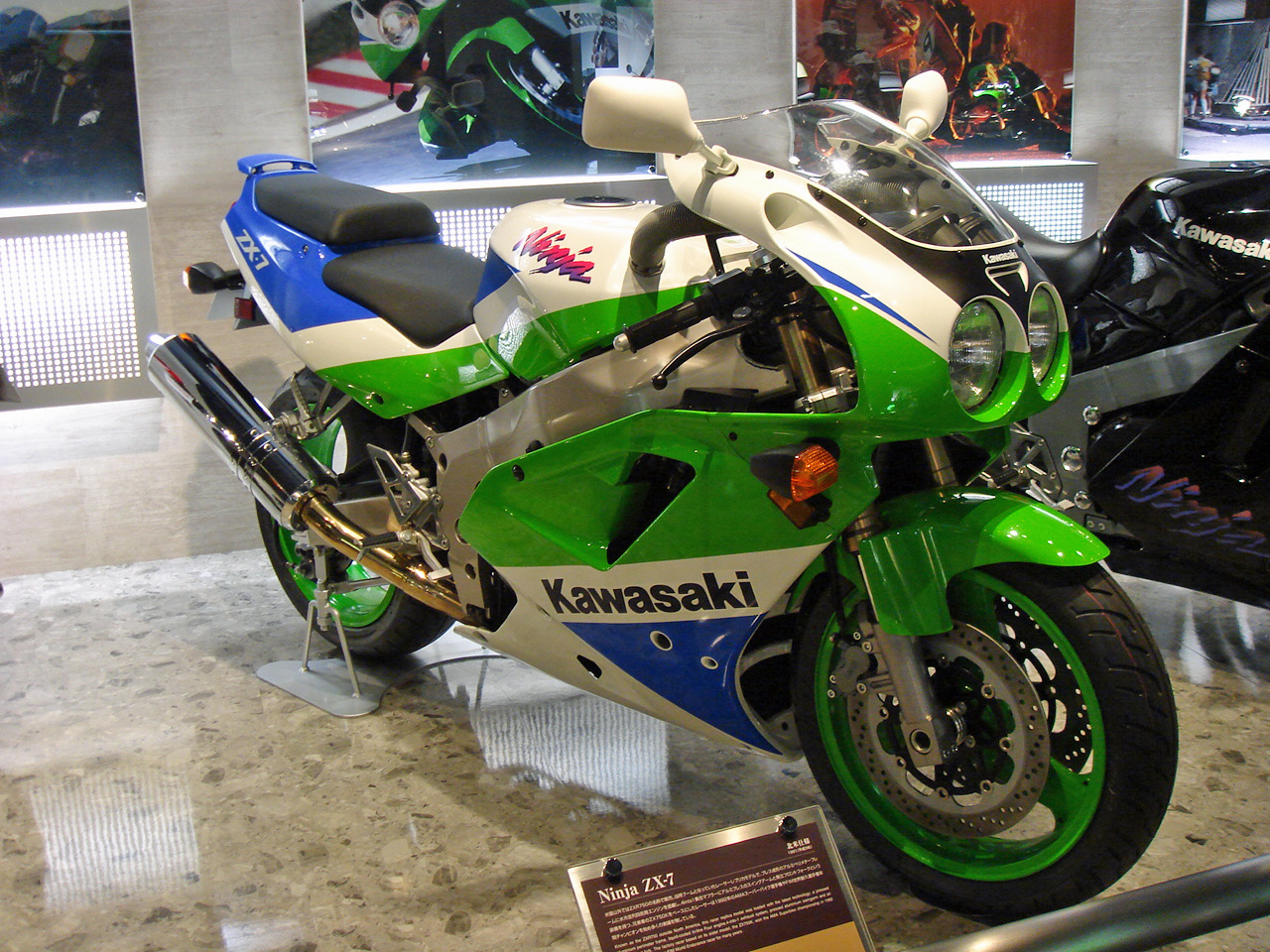
Ninja ZX-7 1991.
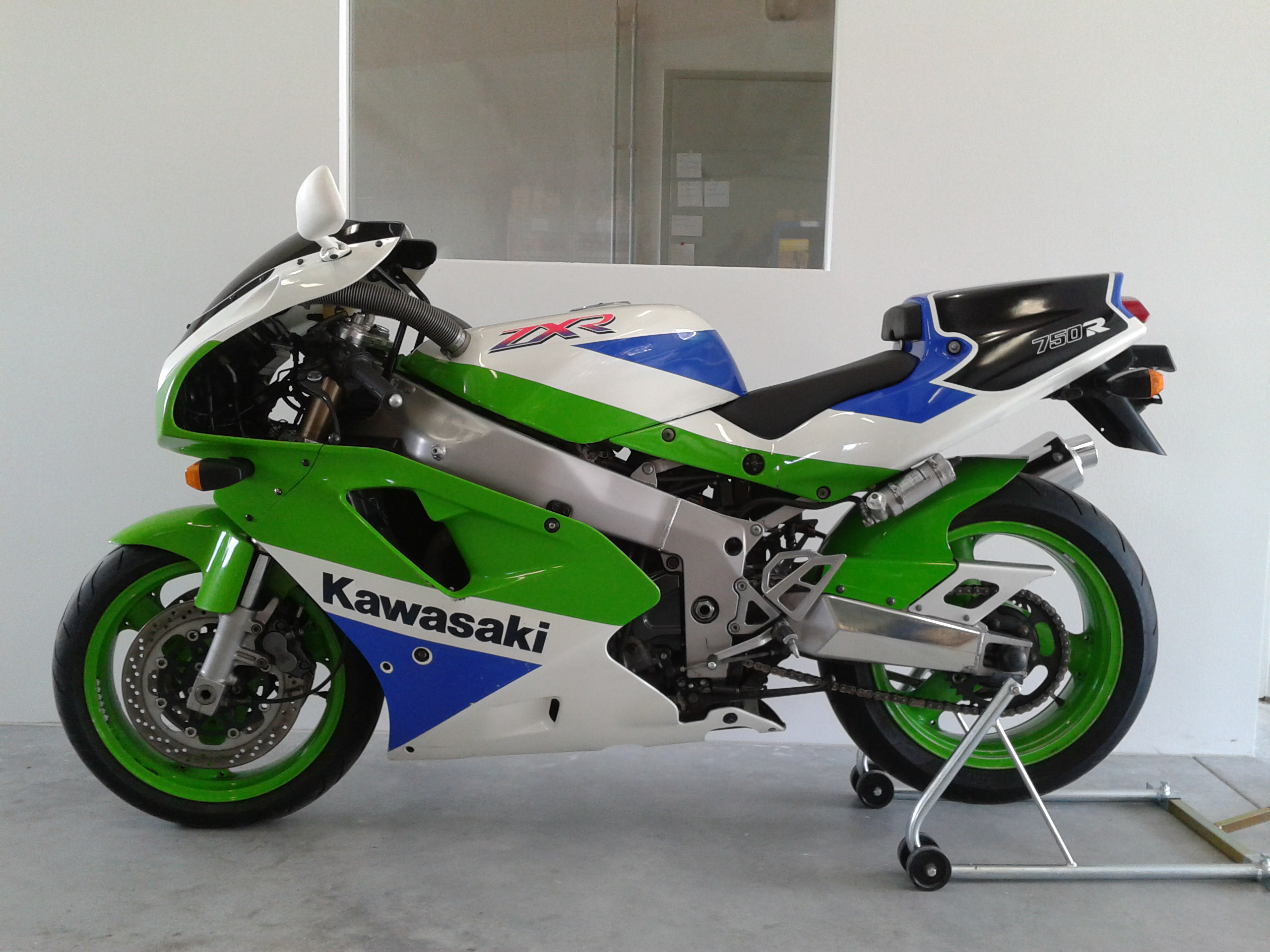
ZXR-750R 1992.